# Дунаевская, Ирина Михайловна
Ирина Михайловна Дунаевская (23 июля 1919, Петроград — 14 июня 2014, Санкт-Петербург) — советский российский хеттолог, кандидат исторических наук. Кавалер ордена Красной Звезды, ордена Отечественной войны I степени.

## Биография
Родилась 23 июля 1919 г. в Петрограде. Мать Ирины стала инженером ещё до революции, будучи одной из первых женщин на этом поприще. Строила Волховскую и Днепровскую ГЭС.
Окончив школу с отличным аттестатом, в 1937 году Ирина Михайловна поступила на филологический факультет Ленинградского университета. Начинала обучение как германист, позднее перешла на кафедру семито-хамитских языков по предложению проф. А. П. Рифтина. Весной 1941 года вышла замуж за биолога-генетика Владимира Ивановича Грацианского. Летом 1941 года записалась добровольцем в части Народного Ополчения, но уже в сентябре была направлена в город. В октябре узнала о гибели мужа. После эвакуации университета осталась в Ленинграде, работала санитаркой в госпитале № 1012, где по совпадению её начальником был имевший медицинское образование антиковед и гебраист И. Д. Амусин. В апреле 1942 года И. М. Дунаевская вновь попала на фронт. Служила переводчицей в разведотделе, в стрелковых соединениях на Ленинградском, I—II Прибалтийском, II—III Белорусском фронтах, дошла до Кёнигсберга. Войну закончила в звании младшего лейтенанта. Трижды была ранена. Впоследствии были опубликованы её воспоминания о войне, написанные на основе дневников военного времени.
После войны продолжила обучение как германист, поскольку А. П. Рифтин скончался в 1945 г. В 1948 году поступила в аспирантуру восточного факультета ЛГУ. Диссертацию писала под руководством И. М. Дьяконова как хеттолог. Преподавала немецкий язык в школе. В 1959 г. была защищена диссертация на тему «Принципы структуры хаттского (протохеттского) глагола». В 1957—1979 годах работала в Ленинградском отделении Института востоковедения АН СССР (Институт восточных рукописей РАН).
Похоронена вместе с матерью на Северном кладбище Санкт-Петербурга.

## Научная деятельность
Являлась автором более 40 научных работ, в том числе монографии «Язык хеттских иероглифов» (1969). Самым существенным вкладом была дешифровка хаттского языка, реликтового языка древней Передней Азии. Этой проблеме была посвящена её кандидатская диссертация «Принципы структуры хаттского (протохеттского) глагола», выводы которой касались осмысления грамматики этого языка.
Участвовала в издании хеттских законов в переводе на русский язык (Хеттские законы // ВДИ. 1952. № 4. С. 254—284).
Занималась переводами с европейских языков монографий по языкознанию и истории.

## Основные труды
- Принципы структуры хаттского (протохеттского глагола) // Переднеазиатский сборник. [I]. Вопросы хеттологии и хурритологии. — М.: Издательство восточной литературы, 1961. — С. 57—159.
- Ленинградский фрагмент хеттской иероглифической надписи (CIH XXIII С) // Переднеазиатский сборник. II. Дешифровка и интерпретация письменностей Древнего Востока. — М.: Наука, ГРВЛ, 1966. — С. 97—102.
- Язык хеттских иероглифов. — М.: Наука, Главная редакция восточной литературы, 1969.
- Определение и датировка рельефов из района Нахичевани // Письменные памятники и проблемы истории культуры народов Востока. — XV годичная научная сессия ЛО ИВ АН СССР. — Декабрь 1979 г. — Ч. I. — М., 1981.

## Переводы
- Фридрих И. Дешифровка забытых письменностей и языков / под ред. И. М. Дьяконова. — М., 1961
- Фридрих И. История письма / вступ. ст. и комм. И. М. Дьяконова. — М., 1979 (пер. И. М. Дунаевской: с. 48—112).
- Камменхубер А. Хаттский язык // Древние языки Малой Азии. — М., 1980. — С. 23—98.
- Гельб И. Е. Опыт изучения письма. Основы грамматологии. — М., 1982 (пер. И. М. Дунаевской, кроме глав II, V, VII, ХII).

## Награды
- Орден Отечественной войны I степени
- Орден Красной Звезды
- Медаль «За оборону Ленинграда»
- Медаль «За боевые заслуги»
- Медаль «За победу над Германией»[5][6]